# Corleone (album)
Corleone is het derde studioalbum van de Frans-Algerijnse rapper Lacrim, uitgekomen op 1 september 2014 onder Def Jam Recordings Frankrijk en Universal Music Group Frankrijk. Het album is als goud gecertifieerd door het Syndicat national de l'édition phonographique. 

## Tracklist
1. "Corleone" (3:06)
2. "Mon glock te mettra à genoux" (4:04)
3. "OZ" (3:31)
4. "Tout le monde veut des Lovés" (3:10)
5. "Pronto" (4:29)
6. "Barbade" (3:28)
7. "On fait pas ça" (met Lil Durk) (4:07)
8. "La rue" (3:40)
9. "Pour de vrai" (3:59)
10. "Bracelet" (3:26)
11. "Le loup d'la street" (met Amel Bent) (2:54)
12. "A.W.A." (met French Montana) (2:43)
13. "Pocket Coffee" (3:31)
14. "J'suis qu'un thug" (3:16)
15. "Mon frère" (4:48)